# Hugo II. von Lusignan
Hugo II. von Lusignan († 967), genannt „der Gütige“ (lateinisch Carus), war der zweite Herr von Lusignan und Sohn von Hugo dem Jäger. Laut der Chronik der Abtei Saint-Maixent ist er der Erbauer der Burg Lusignan, die 1009 erstmals ausdrücklich urkundlich erwähnt wird.
Bei seinem Tod im Jahr 967 wurde sein Sohn Hugo III. von Lusignan, genannt „der Weiße“, sein Nachfolger.
Er hatte womöglich einen weiteren Sohn namens Joscelin († 1015), dieser wird als Onkel Hugos IV. erwähnt, wobei unklar ist, ob er ein Bruder von Hugo III. oder von dessen Ehefrau ist. Joscelin war Herr von Parthenay, war mit einer Frau namens Rosca verheiratet, und als er im Jahr 1015 kinderlos starb, vererbte er Hugo IV. Vivonne.